# Beipaa
Beipaa ou Beipa'a est un village mékéos de Papouasie-Nouvelle-Guinée.

## Histoire
Henri Verjus visite le village avec le Père Couppé et le frère Georges en mai 1887 et envisage d'y fonder une mission.